# Серино
Серѝно (на италиански: Serino) е градче и община в Южна Италия, провинция Авелино, регион Кампания. Разположено е на 400 m надморска височина. Населението на общината е 7254 души (към 2010 г.).